# يوغونوستالجيا

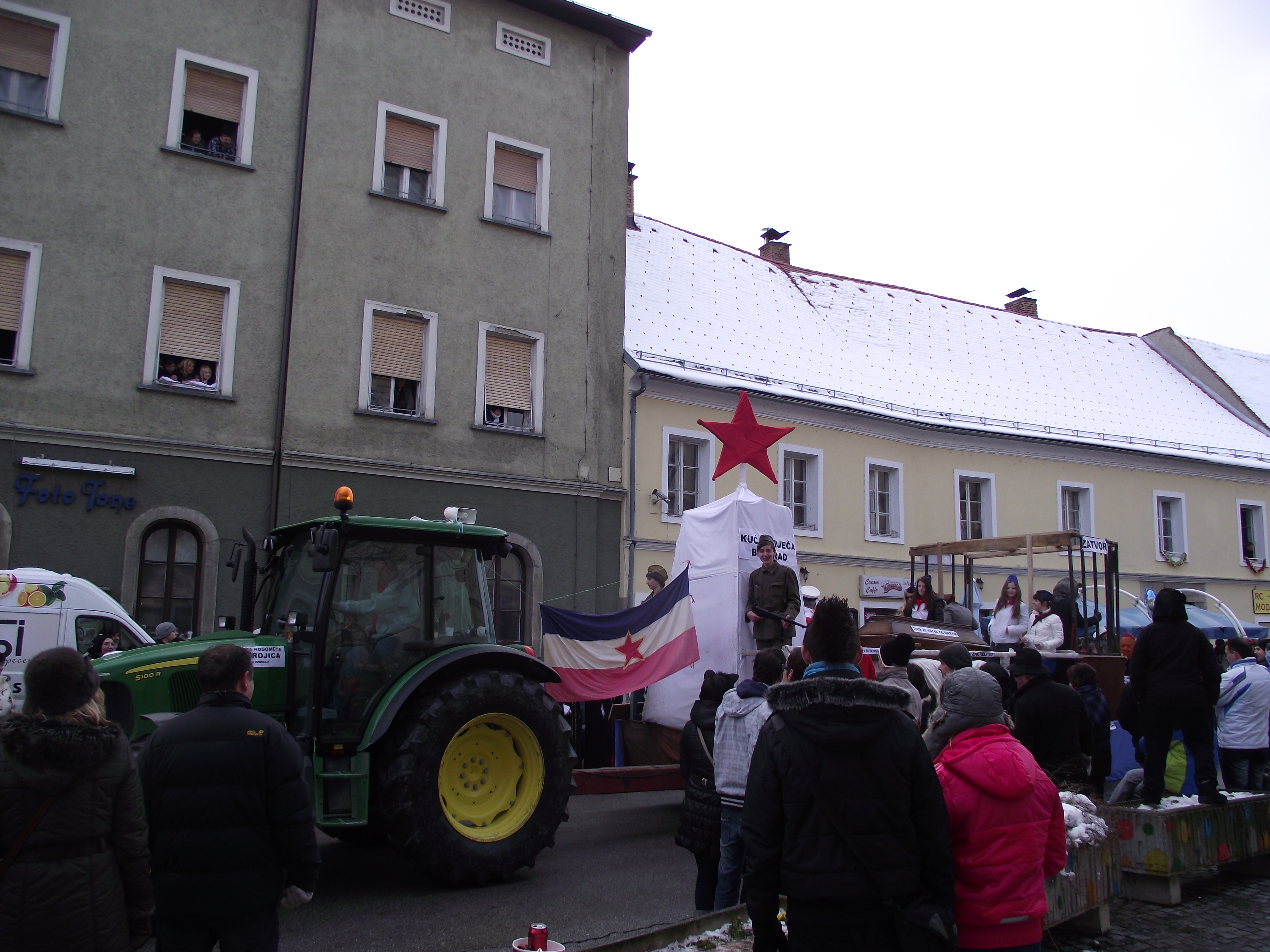
علم يوغوسلافيا في إحتفال في بيتوج، سلوفينيا في 2013

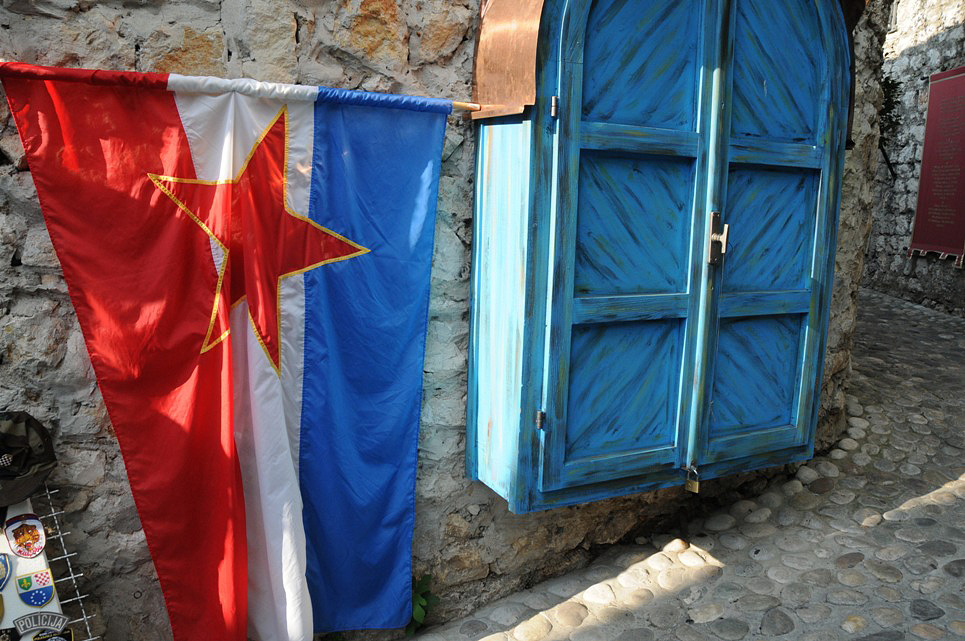
علم يوغوسلافيا في شارع في موستار، البوسنة و الهرسك في 2009

اليوغونوستالجيا أو اليوغو-نوستالجيا أو اليوغنوستالجيا (بالصربو-كرواتية: jugonostalgija/југоносталгија، بالسلوفينية: jugonostalgija، بالمقدونية: југоносталгија) هي ظاهرة نفسية وثقافية مدروسة قليلاً تظهر بين مواطني جمهوريات يوغوسلافيا السابقة - البوسنة و الهرسك، وكرواتيا، ومقدونيا، والجبل الأسود، وصربيا، وسلوفينيا. في حين أنه لم يتم الاعتراف بشكلٍ واضح بمظاهرها الإنسانية والاجتماعية، فإن المصطلح والصفة المشتقة منه «يوغونوستالجي» شائع الاستخدام من قبل سكان المنطقة (يوغوسلافيا السابقة) بطريقتين مختلفتين: كوصف شخصي إيجابي، وكتسمية ازدرائية.
تشمل مظاهر التعبير عن اليوغُنوستالجيا فرق موسيقية ذات أيقونات يوغوسلافية أو تيتوية قديمة، وأعمال فنية، وأفلام، وعروض مسرحية، وتنظيم جولات سياحية في المدن الرئيسية في مدن جمهوريات يوغوسلافيا السابقة. مفهوم اليوغنوستالجيا يجب أن لا يختلط مع اليوغسلافوية والتي هي فكرانية تهدف إلى وحدة أمم السلاف الجنوبيين. قد يتماشى المفهومان؛ ولكن اليوغنوستالجيا تُمجد لفترة ما قبل 1991 بينما اليوغسلافيوية وإعادة توحيد اليوغوسلاف (كفرع من القومية سلافية) عقلية مستمرة من الممكن أن تجتذب أشخاصاً وُلِدوا بعد تفكك يوغوسلافيا يشعرون بأن مصالحهم الوطنية أفضل من خلال الاتحاد.

## المعنى الإيجابي

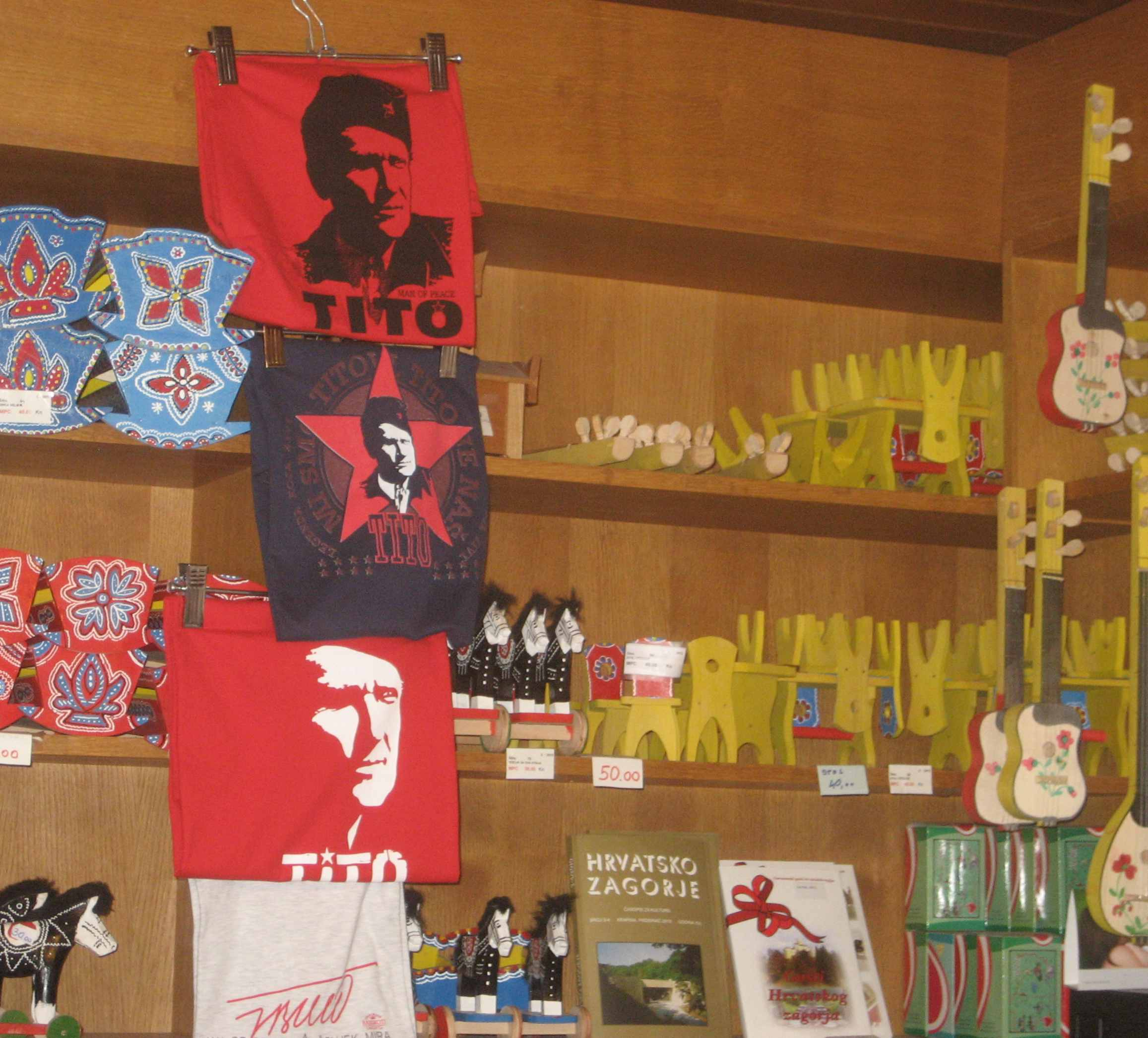
قمصان نصف كم في مكان ولادة تيتو، كومروفيتش، كرواتيا، في 2012.

تشير اليوغوستالجيا بمعناها الإيجابي إلى ارتباط نوستالجي بكلا المظهرين المرغوبين الذاتي والموضوعي فيما يتعلق بجمهورية يوغوسلافيا الاشتراكية الاتحادية. توصف بأنها واحدة أو أكثر من: الأمن الاقتصادي، والشعور بالتضامن، والفكرانية الاشتراكية، والتعددية الثقافية، والأممية، وعدم الإنجياز، وتاريخ، وعادات وتقاليد وطريقة أفضل للحياة. وكما يقول هاليغان: فإن هذه الأبابة تستعيد بشكلٍ فعّال التحف الثقافة التي تعود إلى ما قبل 1989، حتى الأفلام الدعائية (البروباغندا). بيد أن هذه الجوانب تتعارض مع الأخطاء المتصورة للبلدان اللاحقة، ولا يزال الكثير منهم مثقلاً بنتائج حروب يوغوسلافيا وما زالت في مراحل مختلفة من التحول الاقتصادي والسياسي. تُحدد الأخطاء بعدة أشكال مثل: ضيق أفق، وجينغوية، وفساد في السياسة والأعمال، واختفاء شبكة الأمان الاجتماعي، ومتاعب اقتصادية، وعدم المساواة في الدخل، وارتفاع معدلات الجريمة، فضلاً عن فوضى عامة في المؤسسات الإدارية وغيرها من مؤسسات الدولة.

## المعنى السلبي
بالمعنى السلبي، فقد استخدمت الكلمة من قبل المؤيدين لأنظمة ما بعد التفكك ليصفوا نقادهم بغير وطنيين، وغير واقعيين، وخونة محتملين. استخدمت الصفة على وجه خاص أثناء وبعد حروب يوغوسلافيا من قبل مسؤولي وإعلام بعض الدول اللاحقة لرد الانتقادات والتشكيك في بعض النقاشات السياسية. في الواقع، من المرجح أن مصطلح يوغونوستالجي صِيغ أساساً لأجل هذا الغرض، تظهر كسِمة تحقيرية مدفوعة سياسياً في وسائل الإعلام المسيطر عليها من قبل الحكومات، كما حدث في كرواتيا في وقتٍ قريب بعد تفكك يوغوسلافيا.
وفقاً للكاتبة الكرواتية دوبرافكا أوغرٍشيتش، فإن مصطلح يوغونوستالجي يُستخدم لتشويخ سمعة شخص ليبدو عدواً للشعب و «خائن».

## تراجع ونمو اليوغسلافوية
فقدت اليوغسلافوية شعبيتها أثناء تفكك يوغوسلافيا. واصلت صربيا والجبل الأسود اتحاداً سلافياً جنوبياً باسم جمهورية يوغوسلافيا الاتحادية، استمرت هذه التسمية من نيسان 1992 ولغاية شباط 2003، ومن ثم أعيد تسمية الدولة بالأسماء الفردية للجمهورية الاتحادية. بلغ عدد اليوغوسلاف المعلنين في المنطقة أدنى مستوياته. أظهرت تعداد للسكان في صربيا وجود حوالي 80,000 يوغوسلافي، ولكن في ذاك الوقت كان البلد لا يزال معروفاً على هذا النحو. كانت اللغة الصربو-كرواتية هي اللغة الرسمية للدولة، والتي لم تعد لغةً رسمية لأي من الجمهوريات المكونة للدولة السابقة. مصادر قليلة منشورة عن اللغة، وليس لديها هيئة توحيد معايير. اسم نطاق الشابكة .yu الذي كان شائعاً بين مواقع الشبكة اليوغونوستالجية، أُلغي في 2010.
يُنظر إلى اليوغنستالجيا على أنها عودة إلى الدول اليوغسلافية السابقة. أسس رجلٌ أرض يوغو (يوغولاند) في فويفودينا (مقاطعة في شمال صربيا)، وهو عبارة مكان مكرس لتيتو ويوغسلافيا. قطع مواطنون من يوغسلافيا السابقة مسافاتٍ كبيرة ليمجدوا حياة تيتو ودولة يوغسلافيا.

## إعادة توحيد اليوغسلاف
يشيرُ مصطلح إعادة توحيد يوغسلافيا إلى فكرة إعادة توحيد 6 جمهوريات. وعلى الرغم من النداء الشعبي عبر أراضي السابقة، فقد استقر مؤيدو هذه الفكرة أن هذه الدولة لن تؤتي ثمارها على الأرجح؛ لأن الأنظمة اللاحقة عززت التزاماتها بقوة بدولٍ مستقلة، وبالتالي أنشأت مؤسساتها واختارت اتجاهاتها.

## قائمة المصادر
- Halligan, Benjamin: "Idylls of Socialism: The Sarajevo Documentary School and the Problem of the Bosnian Sub-proletariat". In Studies in Eastern European Cinema (Autumn 2010). (http://usir.salford.ac.uk/11571/3/visualrecollectivisationpostcopyedit.pdf)%5Bوصلة+مكسورة%5D
- Breda Luthar؛ Maruša Pušnik (2010). Remembering Utopia: The Culture of Everyday Life in Socialist Yugoslavia. New Academia Publishing, LLC. ISBN:978-0-9844062-3-4. مؤرشف من الأصل في 2017-04-23.
- Trovesi, Andrea: L'enciclopedia della Jugonostalgija. In Banchelli, Eva: Taste the East: Linguaggi e forme dell'Ostalgie, Sestante Edizioni, Bergamo 2006, ISBN 88-87445-92-3, p. .
- Djokić، Dejan (2003). Yugoslavism: Histories of a Failed Idea, 1918-1992. C. Hurst & Co. Publishers. ISBN:978-1-85065-663-0. مؤرشف من الأصل في 2019-12-09.
- Volcic, Zala, "Yugo-Nostalgia: Cultural Memory and Media in the Former Yugoslavia," Critical Studies in Media Communication, Volume 24, Number 1, March 2007: 257-274
- كريستين غودسي، "Red Nostalgia? Communism, Women's Emancipation, and Economic Transformation in Bulgaria."
- Bošković، Aleksandar (2013). "Yugonostalgia and Yugoslav Cultural Memory: Lexicon of Yu Mythology". Slavic Review. ج. 72 ع. 1: 54–78. DOI:10.5612/slavicreview.72.1.0054.